# 캐논 EF 마운트

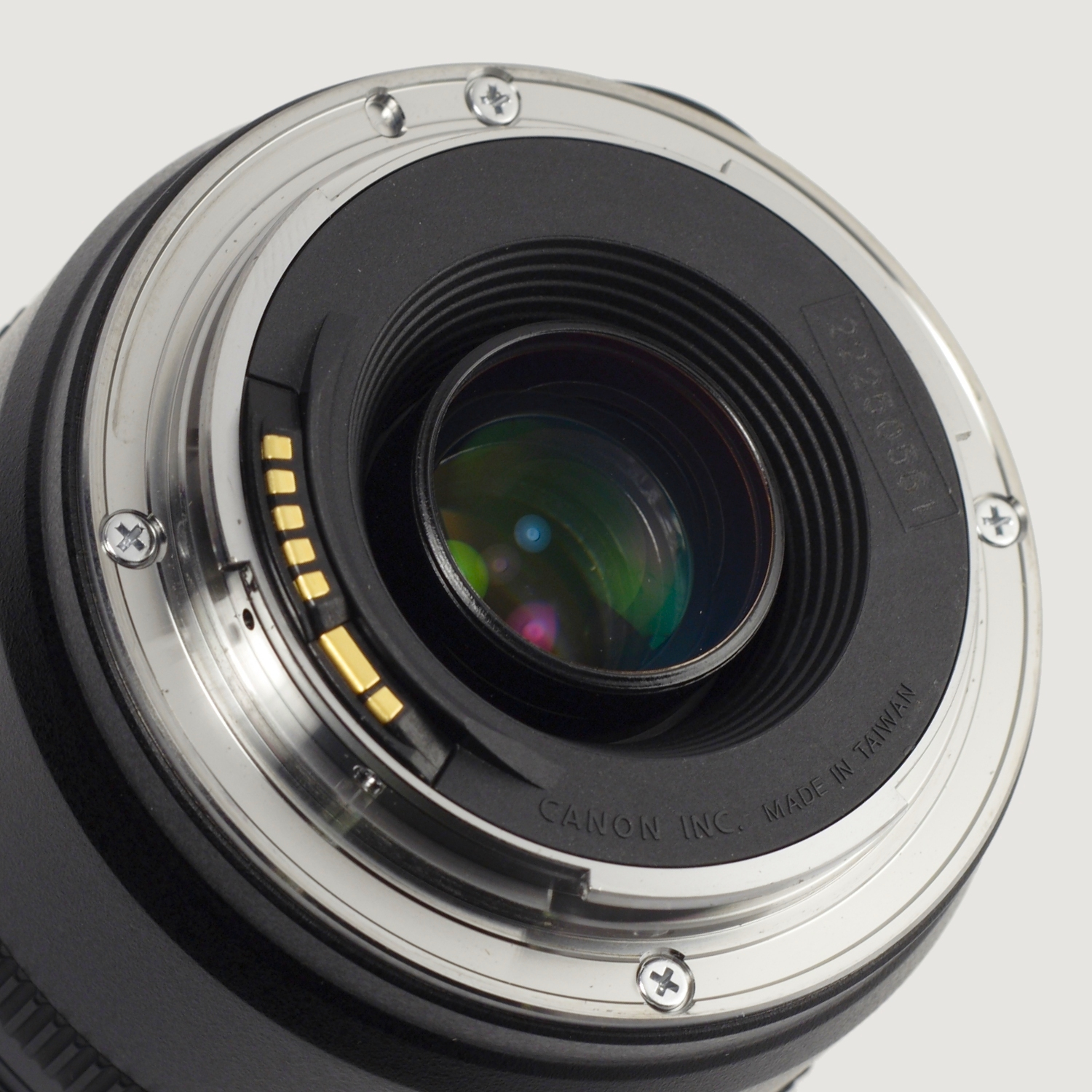
EF 마운트 렌즈의 도금된 전기접점

캐논 EF 마운트(Canon EF mount)는 캐논 주식회사의 베요닛(bayonet) 스타일 렌즈 마운트이다. 캐논 EOS 카메라들은 EF 마운트를 가지고 있다. EF는 "Electro-Focus"를 뜻한다. EF 렌즈에서의 자동 초점은 렌즈 내장 모터에 의해 수행된다. 카메라와 렌즈와의 모든 통신은 전기 접점들(electrical contacts)을 통해 수행되며, 기계적 방법은 사용되지 않는다.
마운트 직경은 54mm로 1987년 발표 당시 시판되는 35mm 렌즈교환식 카메라 중 최대였다. 넓은 직경은 더 밝은 렌즈 개발을 위한 것이었다.
2003년에 캐논은 EF 마운트으로부터 파생된 캐논 EF-S 마운트를 발표하였다. EF-S 마운트는 1.6x 크롭(22.3 x 14.9 mm) 크기의 이미지 센서를 가지는 캐논 DSLR들을 위해 제작되었다. EF-S 마운트를 가지고 있는 카메라는 모든 EF 렌즈를 사용할 수 있다. 하지만, EF 마운트를 가진 카메라에는 EF-S 렌즈를 사용할 수 없다.

## 관련 기술

### 스테핑 모터(STM)
캐논 EF 렌즈는 스테핑 모터(STM)를 자동 초점 모터로 사용하기도 한다.

### 초음파 자동 초점 모터(USM)

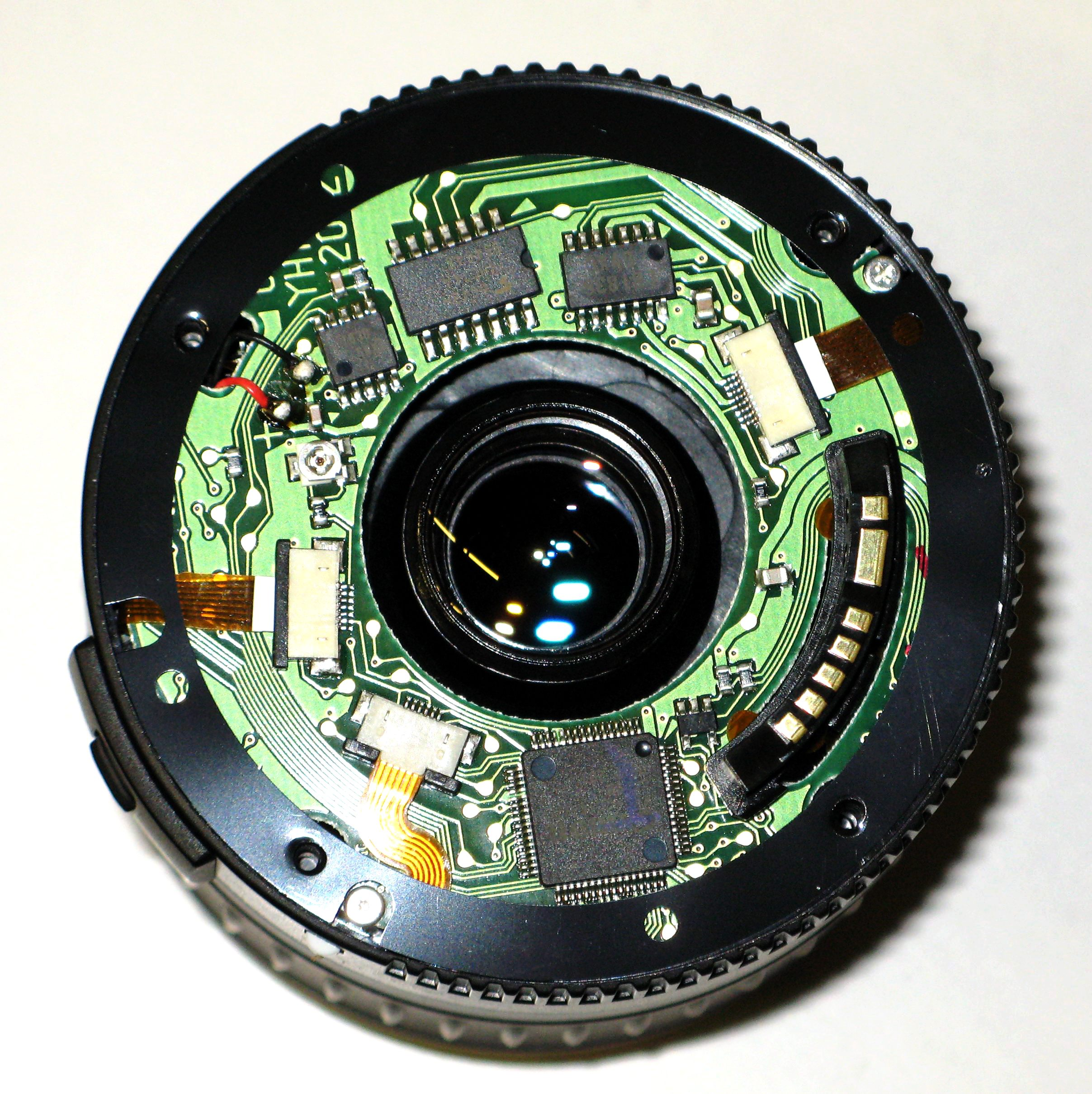
EF-S 렌즈의 전기 회로

많은 수의 캐논 EF 렌즈는 초음파 모터(캐논에서는 UltraSonic Motor, USM으로 부름)를 자동 초점 모터로 사용한다. 캐논 EF 렌즈에 사용되는 초음파 모터 종류로는 링타입 USM과 마이크로 USM이 있다. 가격적인 면을 제외하면, 링타입 USM이 마이크로 USM보다 뛰어난 방식이다.
링타입 USM은 기존 모터들보다 빠르고 조용하게 동작하며 전력 소모도 적다. 풀타임 수동 포커싱(Full-time manual focusing, FTM 포커싱)이 가능하다.
마이크로 USM은 비교적 저가 렌즈에 사용되는 모터로, 기존 모터보다는 조용하지만 링타입 USM보다는 시끄럽다. 대부분의 마이크로 USM 사용 렌즈는 FTM 포커싱을 지원하지 않는다. 마이크로 USM을 사용하면서 FTM 포커싱이 가능한 렌즈가 있긴 하나(EF 50mm f/1.4), FTM 포커싱을 위한 별도의 기계 부품이 필요하여 소수에 불과하다.

### 영상 흔들림 방지(IS)

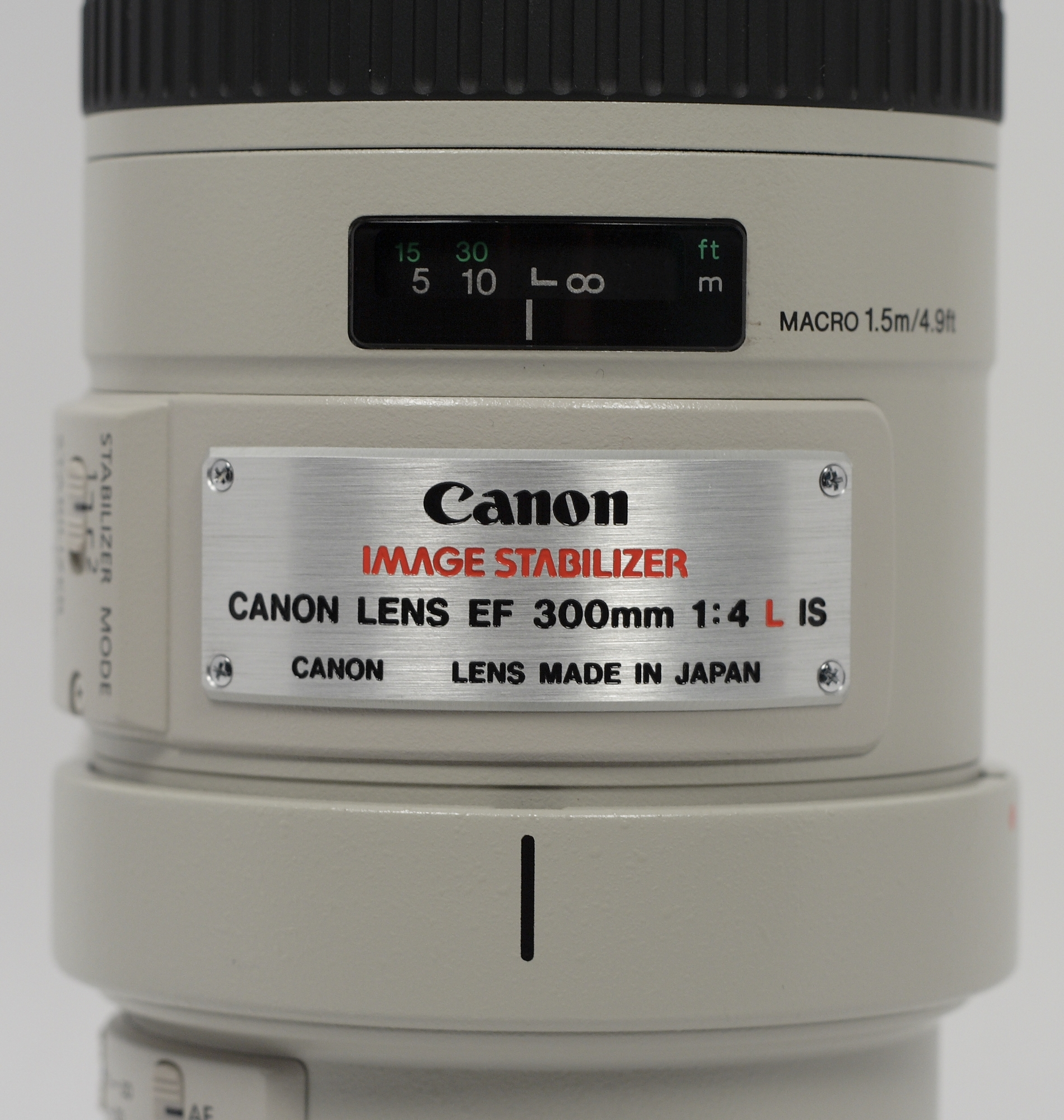
영상 흔들림 방지 기능이 있는 캐논 EF 300mm f/4L IS USM 렌즈

영상 흔들림 방지는 불안정한 고정장치 혹은 파지에 기인한 기기의 움직임으로 인한 영상의 흔들림을 방지 혹은 보정하는 기술을 말한다. 캐논 EF 마운트에서는 렌즈를 이용한 광학적인 방법을 사용하며 Image Stabilization(IS)이라고 부른다.

### 회절식 렌즈(DO)

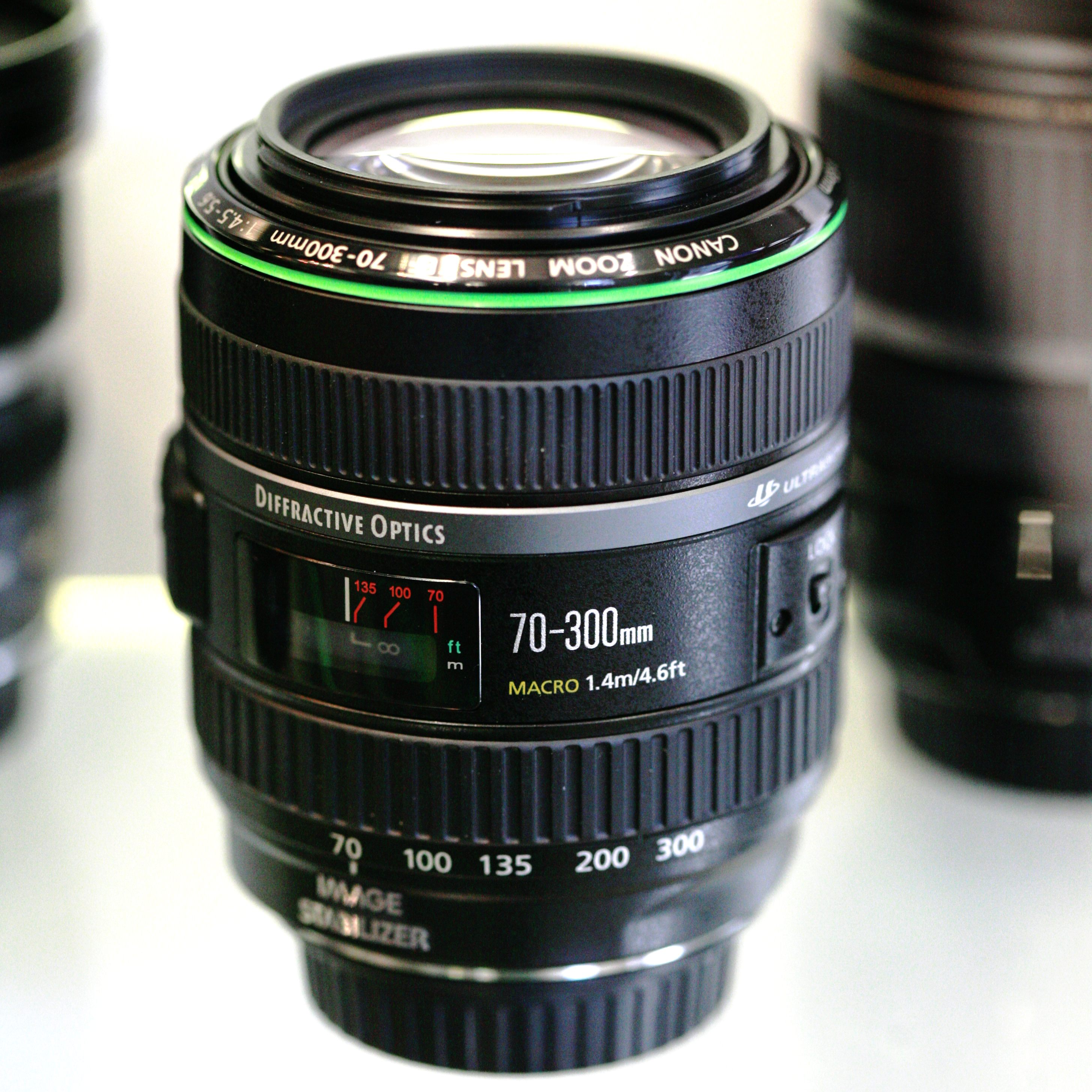
녹색 링이 있는 EF 70–300 mm 4.5–5.6 DO IS USM

회절식 렌즈(Diffractive optics)는 특수한 렌즈로서 소수의 EF 렌즈에 쓰인다. 회절식 렌즈를 사용한 EF 렌즈는 유사한 초점 거리와 조리개값을 가진 일반 EF 렌즈에 비해 작고 가볍고 색수차가 적다고 한다. 하지만, 회절식 렌즈를 사용한 EF 렌즈는 일반 EF 렌즈보다 비싼 편이다. EF 400 mm f/4 DO IS USM 와 EF 70–300 mm f/4.5–5.6 DO IS USM 렌즈 만이 회절식 렌즈를 사용한다. DO 렌즈들은 경통에 녹색 링이 있다.

## EF 렌즈 목록
다음은 캐논에서 생산하는 EF 렌즈 목록이다. 초점 거리 뒤의 "I", "II", "III"은 버전을 뜻한다.

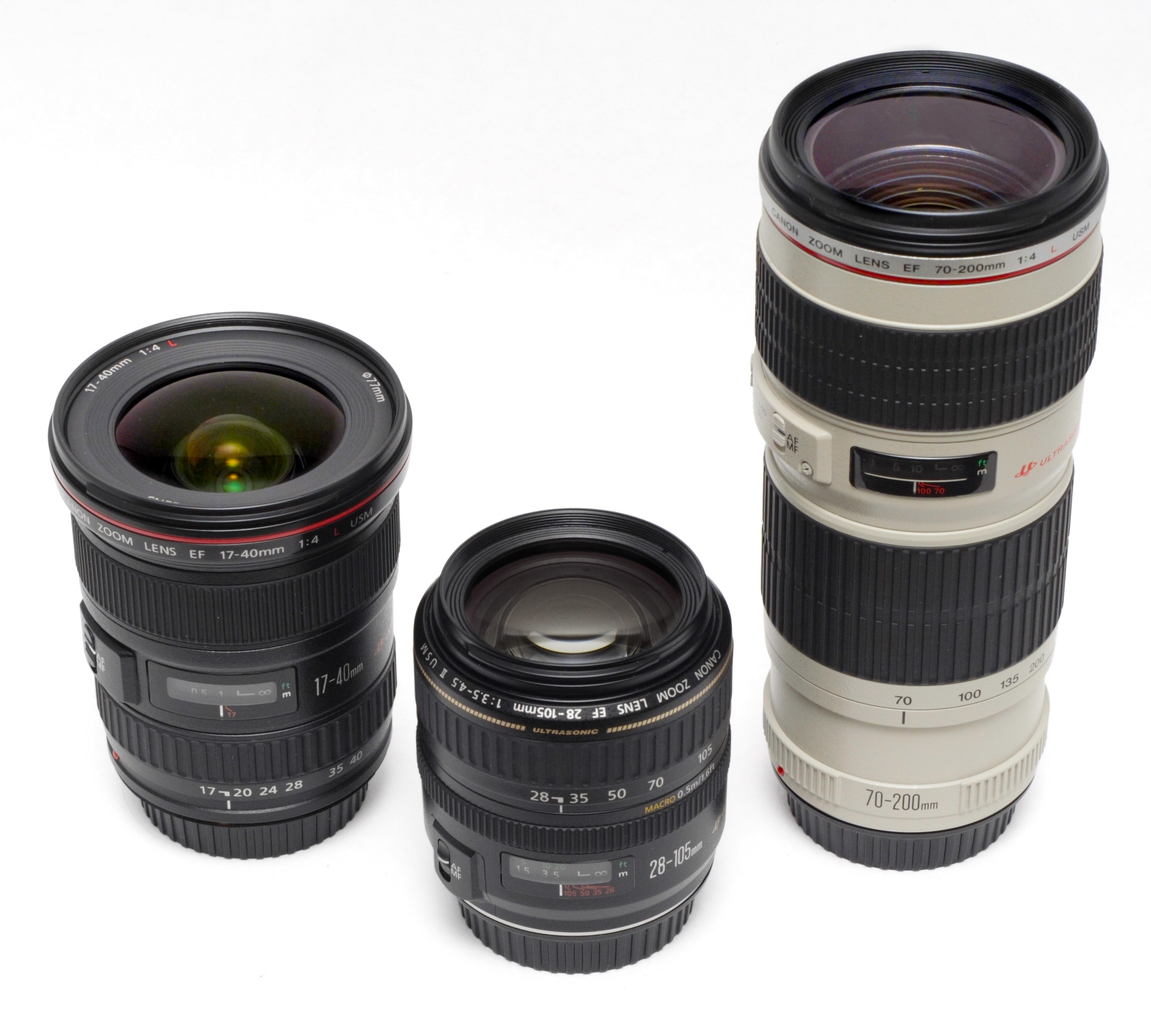
EF 17-40 f/4L USM, EF 28-105 f/3.5-4.5 USM, EF 70-200 f/4L USM.

### 가칭(별명)
DSLR의 렌즈들은 이름이 복잡하여 읽기나 쓰기가 까다로운 경우가 많아 자주 쓰이는 렌즈들 위주로 가칭을 붙여 부르는 경우가 많다. 대한민국에서는 주로 SLRCLUB에서 이러한 별명들이 주로 쓰이며 DSLR 관련 서적이나 잡지들에서도 언급이 되기도 한다.

### 줌
| 초점 거리        | 조리개     | USM      | IS     | L-시리즈 | DO     | 가칭        | 리뷰  |  |
| ---------------- | ---------- | -------- | ------ | -------- | ------ | ----------- | ----- |  |
| 8-15mm (Fisheye) | f/4        | 링       | 아니오 | 예       | 아니오 |             |       |  |
| 11-24 mm         | f/4        | 링       | 아니오 | 예       | 아니오 |             |       |  |
| 16-35 mm         | f/2.8      | 링       | 아니오 | 예       | 아니오 |             |       |  |
| 16-35 mm II      | f/2.8      | 링       | 아니오 | 예       | 아니오 |             |       |  |
| 17-35 mm         | f/2.8      | 아니오   | 아니오 | 예       | 아니오 |             |       |  |
| 17-40 mm         | f/4        | 링       | 아니오 | 예       | 아니오 |             |       |  |
| 20-35 mm         | f/2.8      | 아니오   | 아니오 | 예       | 아니오 |             |       |  |
| 20-35 mm         | f/3.5-4.5  | 링       | 아니오 | 아니오   | 아니오 |             |       |  |
| 22-55 mm         | f/4-5.6    | 예       | 아니오 | 아니오   | 아니오 |             |       |  |
| 24-70 mm         | f/2.8      | 링       | 아니오 | 예       | 아니오 | 계륵        |       |  |
| 24-70 II mm      | f/2.8      | 링       | 아니오 | 예       | 아니오 | 신계륵      |       |  |
| 24-70 mm         | f/4        | 링       | 예     | 예       | 아니오 | 형아계륵    |       |  |
| 24-85 mm         | f/3.5-4.5  | 링       | 아니오 | 아니오   | 아니오 |             |       |  |
| 24-105 mm        | f/4        | 예       | 예     | 예       | 아니오 | 이사백오    |       |  |
| 28-70 mm         | f/2.8      | 예       | 아니오 | 예       | 아니오 |             |       |  |
| 28-70 mm II      | f/3.5-4.5  | 아니오   | 아니오 | 아니오   | 아니오 |             |       |  |
| 28-80 mm         | f/2.8-4    | 예       | 아니오 | 예       | 아니오 |             |       |  |
| 28-80 mm II      | f/3.5-5.6  | 아니오   | 아니오 | 아니오   | 아니오 |             |       |  |
| 28-80 mm II      | f/3.5-5.6  | 예       | 아니오 | 아니오   | 아니오 |             |       |  |
| 28-80 mm V       | f/3.5-5.6  | 예       | 아니오 | 아니오   | 아니오 |             |       |  |
| 28-90 mm II      | f/4-5.6    | 마이크로 | 아니오 | 아니오   | 아니오 |             |       |  |
| 28-90 mm III     | f/4-5.6    | 아니오   | 아니오 | 아니오   | 아니오 |             |       |  |
| 28-105 mm II     | f/3.5-4.5  | 링       | 아니오 | 아니오   | 아니오 |             |       |  |
| 28-105 mm        | f/4-5.6    | 마이크로 | 아니오 | 아니오   | 아니오 |             |       |  |
| 28-135 mm        | f/3.5-5.6  | 링       | 예     | 아니오   | 아니오 | 어둠의L렌즈 |       |  |
| 28-200 mm        | f/3.5-5.6  | 마이크로 | 아니오 | 아니오   | 아니오 |             |       |  |
| 28-200 mm        | f/3.5-5.6  | 아니오   | 아니오 | 아니오   | 아니오 |             |       |  |
| 28-300 mm        | f/3.5-5.6  | 링       | 예     | 예       | 아니오 | 할배백통    |       |  |
| 35-70 mm         | f/3.5-4.5  | 아니오   | 아니오 | 아니오   | 아니오 |             |       |  |
| 35-70 mm         | f/3.5-4.5A | 아니오   | 아니오 | 아니오   | 아니오 |             |       |  |
| 35-80 mm III     | f/4-5.6    | 아니오   | 아니오 | 아니오   | 아니오 |             |       |  |
| 35-80 mm         | f/4-5.6    | 예       | 아니오 | 아니오   | 아니오 |             |       |  |
| 35-105 mm        | f/3.5-4.5  | 아니오   | 아니오 | 아니오   | 아니오 |             |       |  |
| 35-105 mm        | f/4.5-5.6  | 아니오   | 아니오 | 아니오   | 아니오 |             |       |  |
| 35-135 mm        | f/3.5-4.5  | 아니오   | 아니오 | 아니오   | 아니오 |             |       |  |
| 35-135 mm        | f/4-5.6    | 예       | 아니오 | 아니오   | 아니오 |             |       |  |
| 35-350 mm        | f/3.5-5.6  | 예       | 아니오 | 예       | 아니오 |             |       |  |
| 38-76 mm         | f/4.5-5.6  | 아니오   | 아니오 | 아니오   | 아니오 |             |       |  |
| 50-200 mm        | f/3.5-4.5  | 아니오   | 아니오 | 아니오   | 아니오 |             |       |  |
| 50-200 mm        | f/3.5-4.5  | 아니오   | 아니오 | 예       | 아니오 |             |       |  |
| 55-200 mm II     | f/4.5-5.6  | 마이크로 | 아니오 | 아니오   | 아니오 |             |       |  |
| 70-200 mm        | f/2.8      | 링       | 예     | 예       | 아니오 | 아빠백통    | [ 1 ] |  |
| 70-200 mm II     | f/2.8      | 링       | 예     | 예       | 아니오 | 새아빠백통  | [ 2 ] |  |
| 70-200 mm        | f/2.8      | 링       | 아니오 | 예       | 아니오 | 엄마백통    |       |  |
| 70-200 mm        | f/4        | 링       | 예     | 예       | 아니오 | 형아백통    |       |  |
| 70-200 mm        | f/4        | 링       | 아니오 | 예       | 아니오 | 애기백통    |       |  |
| 70-210 mm        | f/3.5-4.5  | 예       | 아니오 | 아니오   | 아니오 |             |       |  |
| 70-210 mm        | f/4        | 아니오   | 아니오 | 아니오   | 아니오 |             |       |  |
| 70-300 mm        | f/4.5-5.6  | 링       | 예     | 아니오   | 예     |             |       |  |
| 70-300 mm        | f/4-5.6    | 예       | 예     | 아니오   | 아니오 | 할매백통    |       |  |
| 75-300 mm        | f/4-5.6    | 마이크로 | 예     | 아니오   | 아니오 |             |       |  |
| 75-300 mm II     | f/4-5.6    | 마이크로 | 아니오 | 아니오   | 아니오 |             |       |  |
| 75-300 mm III    | f/4-5.6    | 아니오   | 아니오 | 아니오   | 아니오 |             |       |  |
| 80-200 mm        | f/2.8      | 아니오   | 아니오 | 예       | 아니오 | 흑통        |       |  |
| 80-200 mm        | f/4.5-5.6  | 예       | 아니오 | 아니오   | 아니오 | 애기흑통    |       |  |
| 80-200 mm II     | f/4.5-5.6  | 아니오   | 아니오 | 아니오   | 아니오 |             |       |  |
| 90-300 mm        | f/4.5-5.6  | 아니오   | 아니오 | 아니오   | 아니오 |             |       |  |
| 90-300 mm        | f/4.5-5.6  | 예       | 아니오 | 아니오   | 아니오 |             |       |  |
| 100-200 mm       | f/4.5A     | 아니오   | 아니오 | 아니오   | 아니오 |             |       |  |
| 100-300 mm       | f/4.5-5.6  | 링       | 아니오 | 아니오   | 아니오 |             |       |  |
| 100-300 mm       | f/5.6      | 아니오   | 아니오 | 아니오   | 아니오 |             |       |  |
| 100-300 mm       | f/5.6      | 아니오   | 아니오 | 예       | 아니오 |             |       |  |
| 100-400 mm       | f/4.5-5.6  | 링       | 예     | 예       | 아니오 | 백사        |       |  |

### 단초점
| 초점 거리          | 조리개 | 매크로           | USM      | IS     | L-시리즈 | DO     | 가칭           | 리뷰  |
| ------------------ | ------ | ---------------- | -------- | ------ | -------- | ------ | -------------- | ----- |
| 14 mm              | 2.8    | 아니오           | 링       | 아니오 | 예       | 아니오 |                |       |
| 14 mm II           | 2.8    | 아니오           | 링       | 아니오 | 예       | 아니오 | 구슬이         |       |
| 15 mm (fisheye)    | 2.8    | 아니오           | 아니오   | 아니오 | 아니오   | 아니오 |                |       |
| 20 mm              | 2.8    | 아니오           | 링       | 아니오 | 아니오   | 아니오 |                |       |
| 24 mm              | 1.4    | 아니오           | 링       | 아니오 | 예       | 아니오 | 이사벨         |       |
| 24 mm              | 2.8    | 아니오           | 아니오   | 아니오 | 아니오   | 아니오 |                |       |
| 28 mm              | 1.8    | 아니오           | 링       | 아니오 | 아니오   | 아니오 | 이파리         |       |
| 28 mm              | 2.8    | 아니오           | 아니오   | 아니오 | 아니오   | 아니오 |                |       |
| 35 mm              | 1.4    | 아니오           | 링       | 아니오 | 예       | 아니오 | 사무엘         |       |
| 35 mm              | 2      | 아니오           | 아니오   | 아니오 | 아니오   | 아니오 | 사무캅         |       |
| 40 mm              | 2.8    | 아니오           | 아니오   | 아니오 | 아니오   | 아니오 | 팬케익렌즈     |       |
| 50 mm              | 1.0    | 아니오           | 링       | 아니오 | 예       | 아니오 | 아빠만두       |       |
| 50 mm              | 1.2    | 아니오           | 링       | 아니오 | 예       | 아니오 | 오이만두(오이) | [ 3 ] |
| 50 mm              | 1.4    | 아니오           | 마이크로 | 아니오 | 아니오   | 아니오 | 쩜사           | [ 4 ] |
| 50 mm              | 1.8    | 아니오           | 아니오   | 아니오 | 아니오   | 아니오 |                |       |
| 50 mm II           | 1.8    | 아니오           | 아니오   | 아니오 | 아니오   | 아니오 | 쩜팔           | [ 5 ] |
| 50 mm              | 2.5    | 예 (Compact 1:2) | 아니오   | 아니오 | 아니오   | 아니오 |                |       |
| 85 mm              | 1.2    | 아니오           | 링       | 아니오 | 예       | 아니오 | 만두           |       |
| 85 mm II           | 1.2    | 아니오           | 링       | 아니오 | 예       | 아니오 | 만투           |       |
| 85 mm              | 1.8    | 아니오           | 링       | 아니오 | 아니오   | 아니오 | 애기만두       |       |
| 100 mm             | 2      | 아니오           | 링       | 아니오 | 아니오   | 아니오 | 백투           |       |
| 100 mm             | 2.8    | 예               | 아니오   | 아니오 | 아니오   | 아니오 |                |       |
| 100 mm             | 2.8    | 예               | 링       | 아니오 | 아니오   | 아니오 | 백마           |       |
| 100 mm             | 2.8    | 예               | 링       | 예     | 예       | 아니오 | 백마엘         | [ 6 ] |
| 135 mm             | 2      | 아니오           | 링       | 아니오 | 예       | 아니오 | 큰사무엘       |       |
| 135 mm (SoftFocus) | 2.8    | 아니오           | 아니오   | 아니오 | 아니오   | 아니오 |                |       |
| 180 mm             | 3.5    | 예               | 링       | 아니오 | 예       | 아니오 |                |       |
| 200 mm             | 1.8    | 아니오           | 예       | 아니오 | 예       | 아니오 | 대포           |       |
| 200 mm II          | 2.8    | 아니오           | 링       | 아니오 | 예       | 아니오 | 애기대포       |       |
| 300 mm             | 2.8    | 아니오           | 예       | 아니오 | 예       | 아니오 |                |       |
| 300 mm             | 2.8    | 아니오           | 링       | 예     | 예       | 아니오 |                |       |
| 300 mm             | 4      | 아니오           | 예       | 아니오 | 예       | 아니오 |                |       |
| 300 mm             | 4      | 아니오           | 링       | 예     | 예       | 아니오 |                |       |
| 400 mm II          | 2.8    | 아니오           | 예       | 아니오 | 예       | 아니오 |                |       |
| 400 mm             | 2.8    | 아니오           | 링       | 예     | 예       | 아니오 |                |       |
| 400 mm             | 4      | 아니오           | 링       | 예     | 아니오   | 예     |                |       |
| 400 mm             | 5.6    | 아니오           | 링       | 아니오 | 예       | 아니오 |                |       |
| 500 mm             | 4      | 아니오           | 링       | 예     | 예       | 아니오 |                |       |
| 500 mm             | 4.5    | 아니오           | 예       | 아니오 | 예       | 아니오 |                |       |
| 600 mm             | 4      | 아니오           | 예       | 아니오 | 예       | 아니오 |                |       |
| 600 mm             | 4      | 아니오           | 링       | 예     | 예       | 아니오 |                |       |
| 1200 mm            | 5.6    | 아니오           | 링       | 아니오 | 예       | 아니오 |                |       |

## 같이 보기
- 캐논 FD 마운트
- 캐논 EF-S 마운트
- 니콘 F 마운트
- 펜탁스 K 마운트

## 참고 문헌
가칭 관련
《이박고’s Stylish Photograph DSLR 촬영테크닉》(이박고,웰기획 , 웰북, 2007년 10월) ISBN 978-89-01-07243-2